# Communauté de communes du Thelle Bray
Die Communauté de communes du Thelle Bray ist ein ehemaliger französischer Gemeindeverband (Communauté de communes) im Département Oise in der Region Picardie.

## Mitglieder
1. Auneuil
2. Auteuil
3. Beaumont-les-Nonains
4. Berneuil-en-Bray
5. Jouy-sous-Thelle
6. La Houssoye
7. La Neuville-Garnier
8. Le Mesnil-Théribus
9. Porcheux
10. Troussures
11. Valdampierre
12. Villers-Saint-Barthélemy
13. Villotran

## Quelle
- Le SPLAF - (Website zur Bevölkerung und Verwaltungsgrenzen in Frankreich (frz.))